# Ochicanthon deplanatus
Ochicanthon deplanatus là một loài bọ cánh cứng trong họ Bọ hung (Scarabaeidae).